# Kryptografie-Museum
Das Kryptografie-Museum (russisch Музей Криптографии Musei Kriptografii, englisch Cryptography Museum) ist ein öffentliches Museum zum Thema Kryptografie. Es liegt im Norden der russischen Hauptstadt Moskau an der Botanitscheskaja-Straße 25 neben dem Botanischen Garten, unweit von Schloss Ostankino.
Das Museum ist das erste und einzige des Landes, das sich speziell diesem einen Thema widmet: „Vergangenheit, Gegenwart und Zukunft der Kryptografie.“ Es ist täglich, außer montags, von 11 bis 20 Uhr geöffnet.

## Geschichte
Das Museum wurde im Dezember 2021 eröffnet. Sitz ist das ehemalig geheime Forschungs- und Entwicklungslabor „Scharaschka“, in dem sowjetische Wissenschaftler Geräte und Verfahren zur Verschlüsselung entwickelt haben. Anhand einer enormen und einzigartigen Sammlung von teilweise extrem seltenen Schlüsselmitteln illustriert es die vielfältige Geschichte der Kryptografie über die Jahrhunderte hinweg bis in die Moderne. Darüber hinaus werden einige Dokumente gezeigt, die bis vor Kurzem noch als Staatsgeheimnisse unter Verschluss gehalten worden waren und erst für die Ausstellung im Museum speziell freigegeben wurden.

## Ausstellung

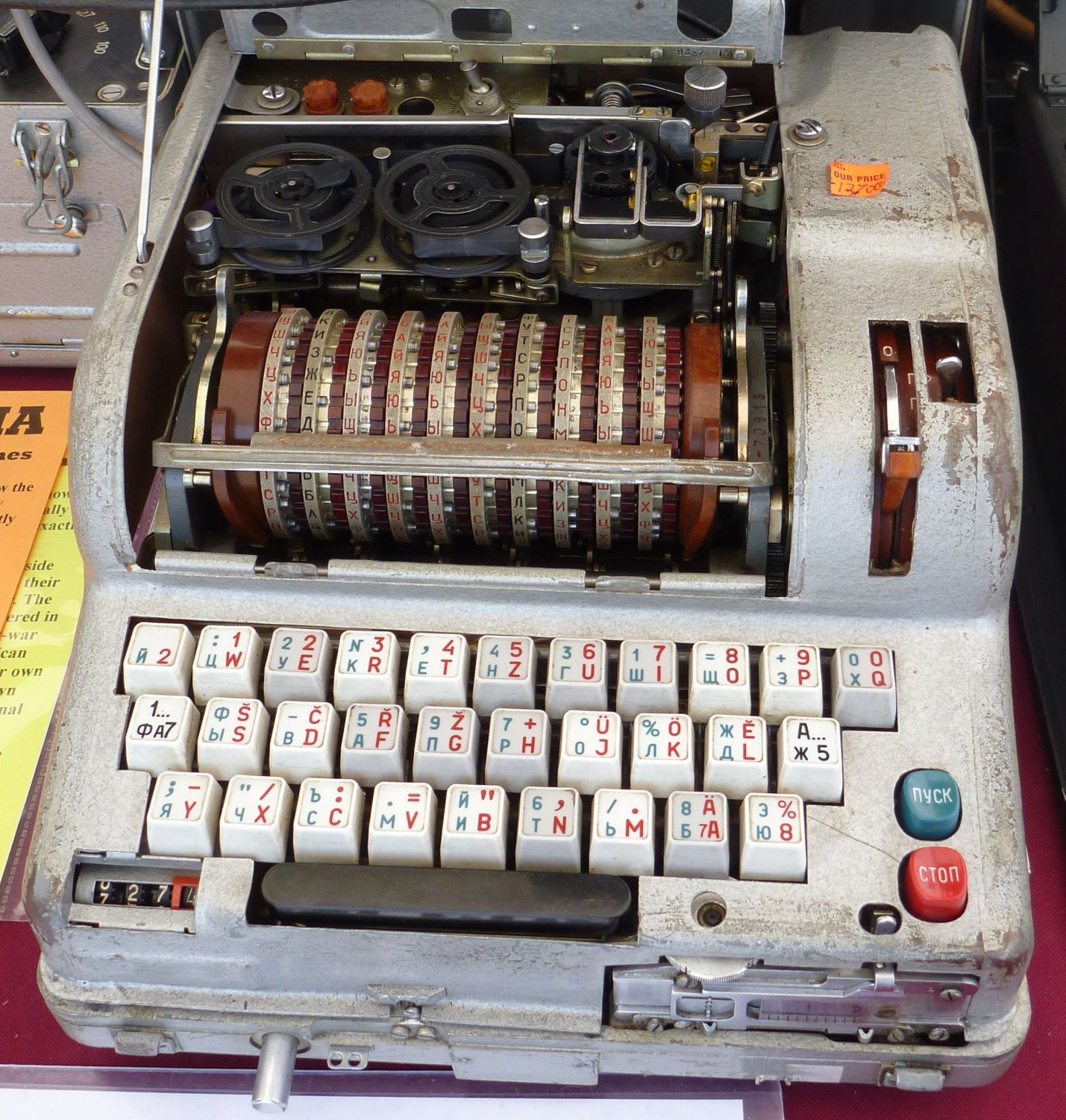
Eine Fialka, ähnlich der im Museum ausgestellten Maschine.

Das Museum präsentiert aus seiner Sammlung eine Reihe von originalen Artefakten zum eigentlichen Thema sowie verwandter Gebiete, wie Spionage und Spionageabwehr sowie Funktechnik. Ferner werden authentische Dokumente aus dem Archiv gezeigt. Auf diese Weise gelingt es, den Besuchern Fakten zu den geheimen Techniken und den Menschen zu vermitteln, die diese erfunden haben, und durch die der Verlauf der Geschichte beeinflusst wurde.
Dazu gehören insbesondere Geräte und Maschinen zur Erzeugung verschlüsselter Texte, aber auch kryptanalytische Vorrichtungen zum „Bruch“ (Entzifferung) solcher Geheimtexte, ohne vorab den dazugehörigen Schlüssel zu kennen.
Ein Glanzstück der Ausstellung ist eine originale Fialka („Veilchen“), eine sowjetische Rotor-Chiffriermaschine (Bild), die ab Ende der 1960er-Jahre von militärischen Dienststellen im Gebiet des Warschauer Vertrages eingesetzt wurde. Davon gab es unterschiedliche Modelle, wie die Fialka M‑125‑MN für die Deutsche Demokratische Republik (DDR), während die UdSSR selbst das Modell M‑125‑3M („Fialka‑3M“) nutzte. Dieses galt lange als geheime Verschlusssache und ist im Kryptografie-Museum als einzigem Ort Russlands öffentlich zu sehen.

## Führungen
Das Museum bietet 90-minütige Führungen für unterschiedliche Altersstufen an, innerhalb derer die verschiedenen Abschnitte der Kryptografiegeschichte anhand passender Exponate und speziell geschaffener Demonstrationsobjekte (Skytale, Chiffrierscheibe) gesondert beleuchtet werden.